# Hans-Erik Philip
Hans-Erik Philip, född 25 januari 1943, är en dansk kompositör och musikarrangör. 

## Filmmusik i urval
- 1976 – Hjerter er trumf
- 1981 – Babels hus (TV-serie)
- 1983 – Ingenjör Andrées luftfärd
- 1984 – Korpen flyger (Hrafninn flýgur)
- 1985 – August Strindberg: Ett liv
- 1986 – Bödeln och skökan
- 1988 – Korpens skugga
- 1991 – Den vite vikingen